# Universally Speaking
«Universally Speaking» es la segunda canción del álbum By the Way de la banda californiana Red Hot Chili Peppers. Fue lanzada en Europa y Australia únicamente. El video de la canción fue dirigido por su viejo amigo Dick Rude que también dirigió el video de la canción de su segundo álbum, Freaky Styley, «Catholic School Girls Rule» y el DVD en vivo, Off The Map.

## Lista de canciones

### CD sencillo (2003)
1. «Universally Speaking» (John Frusciante Mix) – 4:18
2. «By the Way» (Live Acoustic) – 4:59
3. «Don't Forget Me» (Live) – 5:07

### CD versión 2 (2003)
1. «Universally Speaking» (John Frusciante Mix) – 4:20
2. «Slowly Deeply» (Unreleased) – 2:40
3. «Universally Speaking» (Enhanced Video)

## Controversia
«Universally Speaking» fue incluida en la recopilación de los Red Hot Chili Peppers, Greatest Hits. Dos canciones más populares que esta, como «Can't Stop» o «The Zephyr Song», en términos de rankings y por los fanáticos, no fueron incluidas en la recopilación, lo que produjo una gran controversia.
- Datos: Q2337556